# لنه نوستروم
لینا نیستروم راستد (به نروژی: Lene Nystrøm Rasted) (زاده ۲ اکتبر ۱۹۷۳) خواننده، ترانه‌سرا و گهگاه بازیگر نروژی است. او بیشتر به‌خاطر خوانندگی در گروه معروف دانمارکی آکوا شناخته شده‌است. لن در سال‌های اوج فعالیت گروه آکوا در آمریکا زندگی می‌کرد. در سال ۲۰۰۱ با دیگر عضو گروه سورن راستد ازدواج کرد که این ازدواج علت اصلی عدم ادامه همکاری اعضای گروه تا سال ۲۰۰۸ بود.
لن هم‌اکنون به همراه دو فرزند خود و همسرش در دانمارک زندگی می‌کند و به همکاری با آکوا ادامه می‌دهد.
یکی از بازیگران اصلی سریال دلقک است.